# Mafraq, Arabia Saudită
Mafraq este un sat în Provincia Al Madinah, în vestul Arabiei Saudite.